# Cantonul Brignoles
Cantonul Brignoles este un canton din arondismentul Brignoles, departamentul Var, regiunea Provence-Alpes-Côte d'Azur, Franța.

## Comune
- Brignoles (reședință)
- Camps-la-Source
- La Celle
- Le Val
- Tourves
- Vins-sur-Caramy